# 赎罪祭
赎罪祭（希伯來語：קרבן חטאת）是古代犹太教的一种祭典，根据利未记规定，以色列人无意中犯罪，需要献上规定的祭物。
在基督教的救贖論中，赎罪经常指耶穌基督替人在十字架上受死，為世人赎了罪。主要就着人类原罪本质和基督的工作，提醒人内在的罪性。

## 类型与时机
大体上，用作赎罪祭的献祭动物取决于献祭者：为大祭司或以色列全会众献祭，必须要献上公牛；为国王或王子献祭，必须要献上公山羊；为平民献祭，必须要献上母山羊或绵羊羔；对于无力承受的穷人，可以献上两只斑鸠或雏鸽。与其他类型的祭物一样，所献的祭物都必须是完全没有残疾的。
除了对于上述无意中犯的罪以外，以下也需要献上赎罪祭：
- 在赎罪日 - 大祭司要献上公牛，会众要献上公山羊。
- 在祭司就职时，祭司要献上小牛，会众要献上小山羊。
- 在拿细耳人遵守特别誓约期满时，要献上一只没有残疾、一岁的母羊羔作赎罪祭。
- 在麻风病人洁净之后，要献上母羊作赎罪祭。
- 妇女分娩之后，要献上斑鸠。